# БМ-8–48
БМ-8-48 — модификация гвардейских реактивных миномётов типа «Катюша» из двух пакетов направляющих установки БМ-8-24 на шасси Шевроле Г7117 (Chevrolet G 7117 США) или Форд-Мармон-Херрингтон ХХ6-КОИ4 (Ford-Marmon-Herrigton HH6-COE4 США) или Студебекер ЮС6 (Studebaker US6 США) (с 4.1943 только на шасси Студебекер ЮС6).

## История и краткие данные

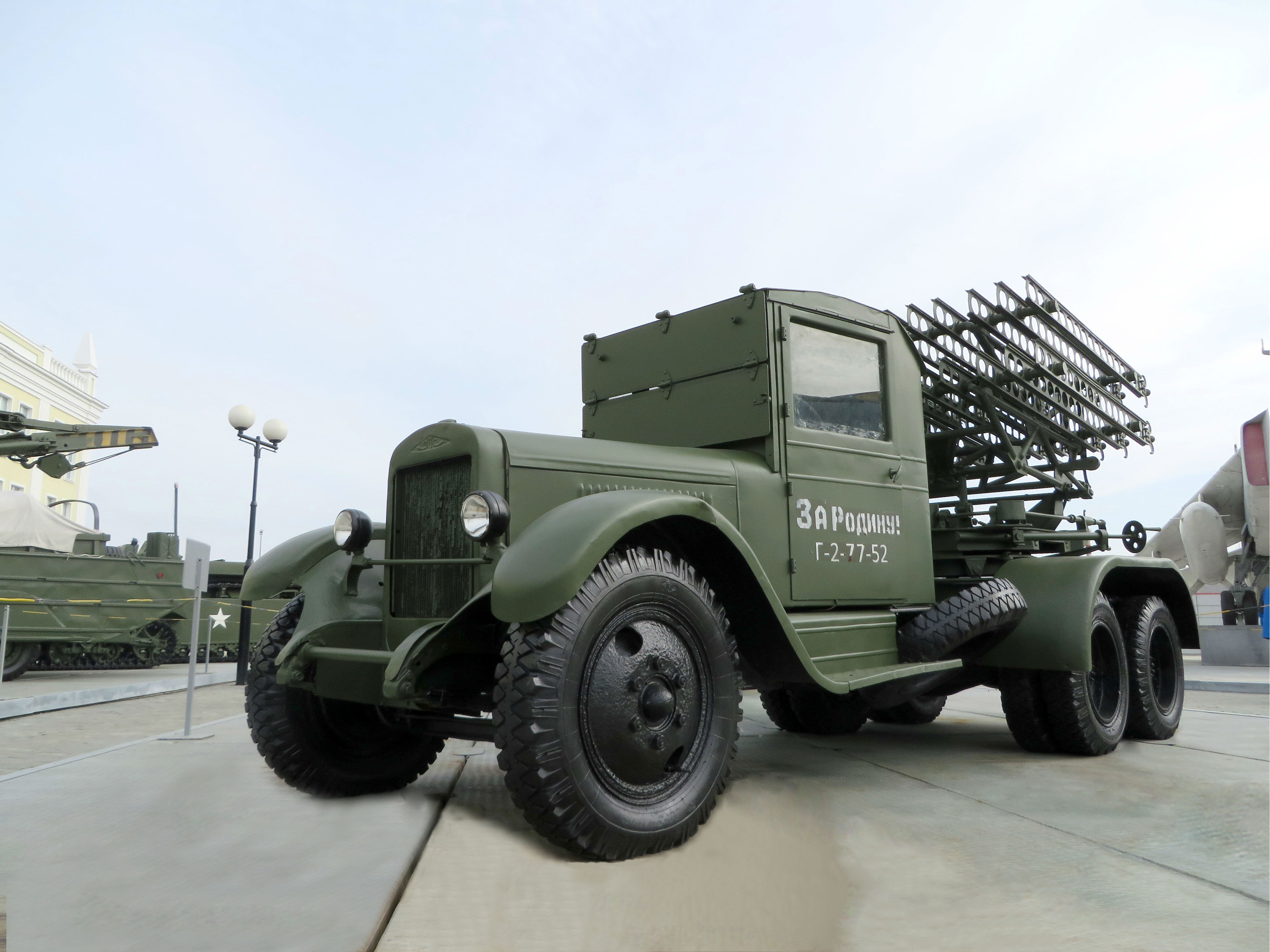
Реплика БМ-8-48 обр. 1943 г. на шасси ЗИС-6. Стекла прикрыты бронещитами. Музейный комплекс УГМК.

Для стрельбы использовались реактивные снаряды М-8 калибром 82 мм. Машина имела 48 направляющих. Дальность стрельбы составляла 5500 м. Принята на вооружение летом 1942 года. В Красной Армии часто называли просто БМ-8. Применены были два пакета направляющих типа «балка» от пусковой установки БМ-8-24 на шасси танка Т-40. В качестве шасси использовали поступавшие по Ленд-лизу Шевроле Г7117 (Chevrolet G 7117, США) или Форд-Мармон-Херрингтон ХХ6-КОИ4 (Ford-Marmon-Herrigton HH6-COE4 США) или Студебекер ЮС6 (Studebaker US6, США) (с 4.1943 только на шасси Студебекер ЮС6).
Дальнобойность табличная 5515 м, максимальные отклонения на максимальной дальности — по дальности 105 м и по направлению 220 м, продолжительность залпа у БМ-8-24 и БМ-8-48 (24 — 48 снарядов) 8-10 секунд, время заряжания 10-15 минут. Запуск производился рукояточной электрокатушкой, соединённой с аккумуляторной батарей и контактами на направляющих — при повороте рукоятки по очереди замыкались контакты и в очередном из снарядов срабатывал пусковой пиропатрон. Крайне редко при большом количестве направляющих на установке применялись две катушки одновременно. Масса реактивного снаряда М-8 7,92 кг, взрывчатого вещества в снаряде — 0,6 кг, порохового двигателя — 1,18 кг, максимальная скорость снаряда 315 м/c, длина снаряда 675 мм, размах крыльев стабилизации 200 мм.

## Производство[3]
Серийное производство установок М-8 в 1941 году показано здесь
|                        | 1942 | 1943 | 1944 | Всего |
| ---------------------- | ---- | ---- | ---- | ----- |
| БМ-8-8 горные          | 48   |      |      | 48    |
| БМ-8-12 конные         | 142  |      | 12   | 154   |
| БМ-8-24 на Т-60        | 242  |      |      | 242   |
| БМ-8-24 на ГАЗ-АА      | 137  |      |      | 137   |
| БМ-8-24 на стендах     | 63   | 146  |      | 209   |
| БМ-8-32 на стендах     |      | 25   |      | 25    |
| БМ-8-48 на Шевроле     | 91   | 43   | 130  | 264   |
| БМ-8-48 на Додж        | 3    |      |      | 3     |
| БМ-8-48 на ЗИС-6       |      | 11   | 10   | 21    |
| БМ-8-48 на Форд-Мармон | 20   |      |      | 20    |
| БМ-8-48 на Студебекере | 1    |      | 186  | 187   |
| БМ-8-48 на стендах     | 86   | 160  | 90   | 336   |
| БМ-8-60 на Шевроле     |      | 1    |      | 1     |
| БМ-8-60 на Студебекере |      |      | 11   | 11    |
| БМ-8-60 на стендах     |      |      | 24   | 24    |
| БМ-8 опытные           |      | 2    |      | 2     |
| Всего                  | 845  | 388  | 463  | 1696  |

Примечание: для ВМФ установки выпускались отдельными заказами.
В 1-м полугодии 1942 года было выпущено 459 БМ-8 и 386 во 2-м полугодии.

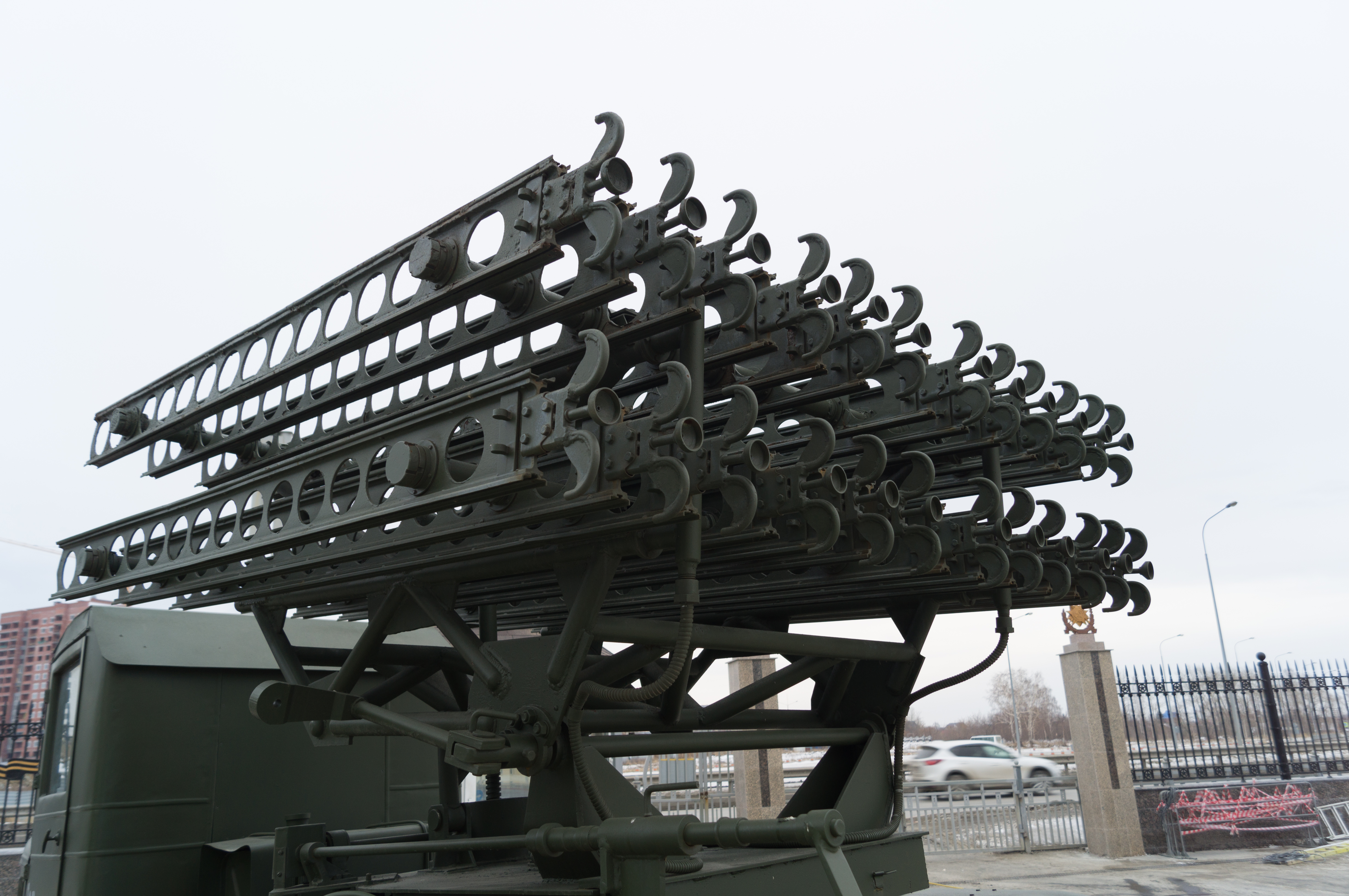
Направляющие БМ-8-48. Музейный комплекс УГМК.

За 1-е и 2-е полугодие 1943 года заводы сдали, соответственно, 1659 и 1671 установку БМ-8 и БМ-13. За 1-е полугодие 1944 года выпустили 1288 БМ-8, БМ-13, а также пошедших в серию в июне БМ-31-12. За второе полугодие выпустили ещё 1276 установок всех типов. Кроме того по май 1945 года в войска было передано 0,2 тысячи М-8.
Выпуск машин в варианте БМ-8-72 начался в мае 1945 года. Количество изготовленных машин пока не известно.

## Типы 82-мм пусковых установок

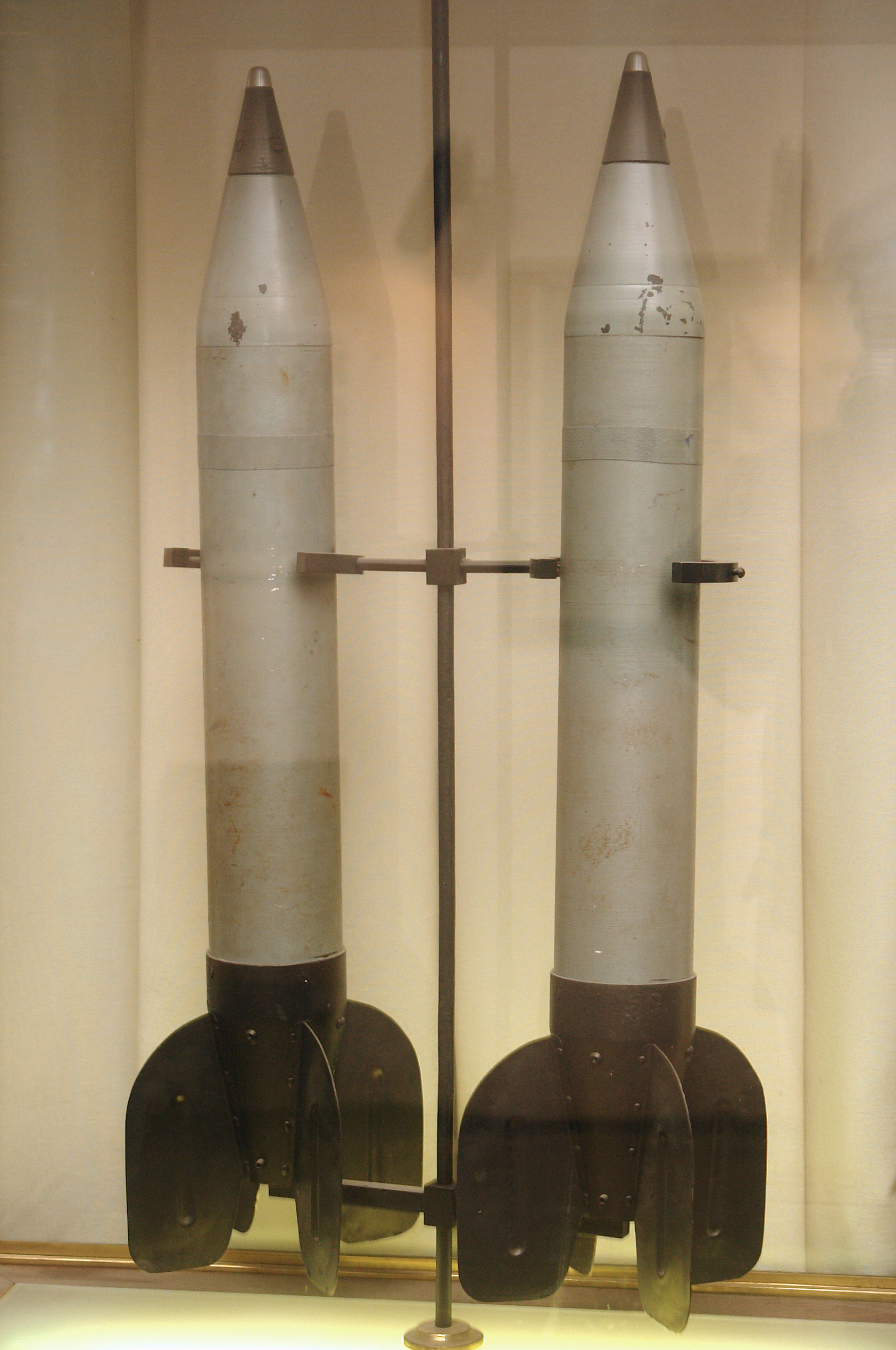
Реактивные снаряды (неуправляемые ракеты) М-8, запускавшиеся с БМ-8-48 и БМ-8-24. Музей космонавтики и ракетной техники; Санкт-Петербург

- БМ-8-48 (с 6.1942) — установка из двух пакетов направляющих установки М-8-24 на шасси Chevrolet G 7117 (США) или Ford-Marmon-Herrigton HH6-COE4 (США) или на шасси Studebaker US6 (США)(с 4.1943 только на шасси Studebaker US6)[1].

### Аналогичные с другим количеством направляющих

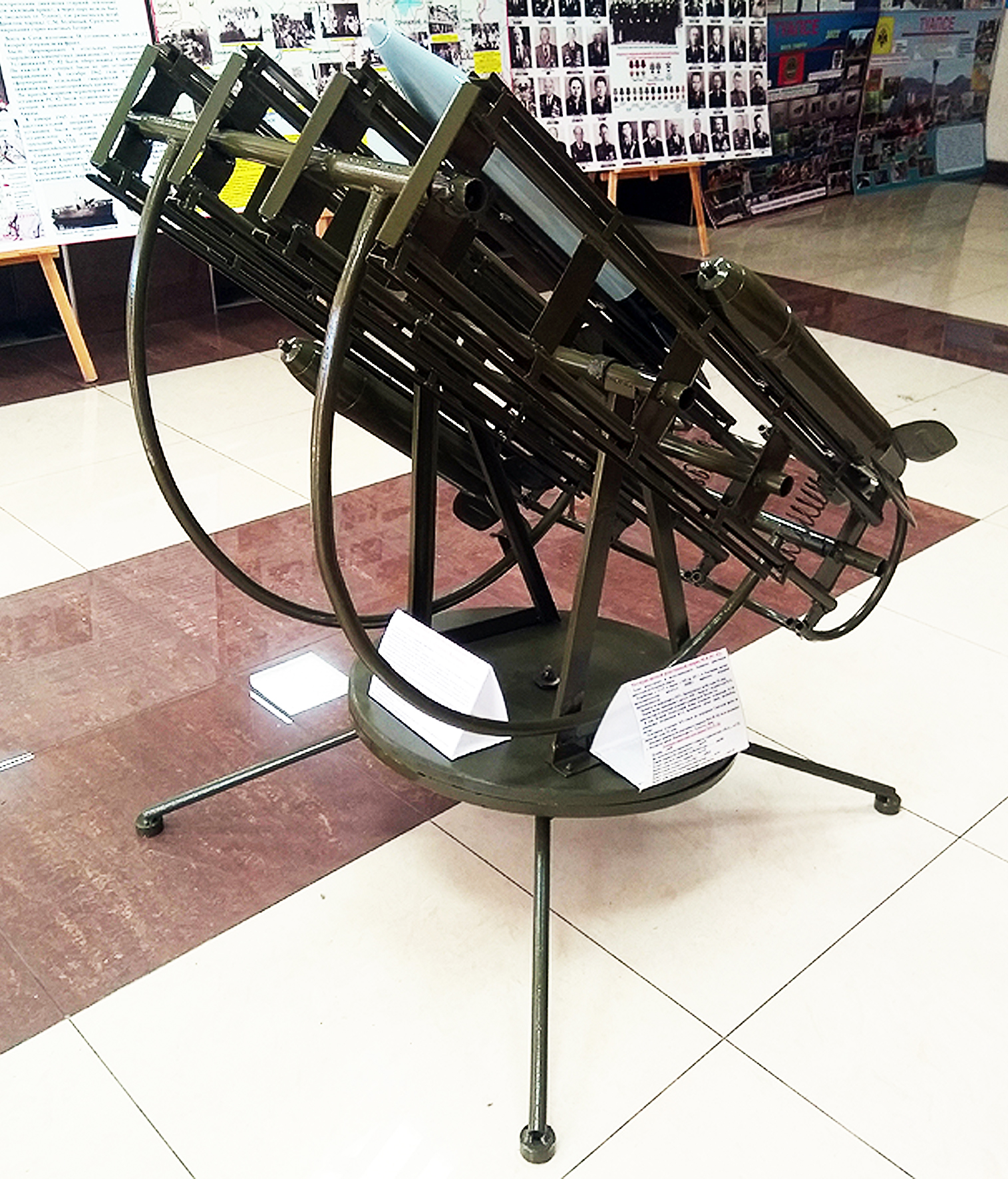
Полноразмерный макет горно-вьючной установки М-8-8 в УВД г. Сочи

- М-8-8 (с 10.1942) — горно-вьючная установка на конной тяге (с 1944 г. на шасси Willys МВ и на шасси ГАЗ-67Б)[6] на малых и больших бронекатерах (М-8-М): (проект 1125, бронекатера проекта 1124, «С-40»), миномётных катерах (тип «Я-5», «Я-6», «Г-5»), артиллерийских катерах — торпедных катерах без торпед с пусковой установкой реактивных снарядов (Приказ наркома ВМФ от 29 ноября 1942 г.);
- М-8-12 — по 2 установки на 4 железнодорожных бронедрезинах (УА) и восемь установок на катерном тральщике КАТЩ-606 (бывший сейнер «Скумбрия») (Приказ командующего Черноморской группой войск Закавказского фронта от 8 января 1943);
- М-8-16 — установка на конной тяге с переменным колесно-санным ходом (Постановление ГКО № 907сс от 17 ноября 1941);
- Установки М-8-24 — БМ-8-24 на шасси грузовиков ГАЗ-ММ, ГАЗ-АА/ААА, на шасси танков Т-40 и танка Т-60 (Постановление ГКО № 726сс от 30 сентября 1941 года); М-8-24 на бронеплощадках бронепоездов 31-го ООДБП — БП № 659 «Козьма Минин» и БП № 702 «Илья Муромец», 39-го ООДБП — БП № 669/850 и БП№ 715, 62-го ООДБП — БП № 653 «Мичуринец» и БП № 701 «Советская Армения» (Постановление ГОКО № 924сс от 20 ноября 1941) и на малых бронекатерах (БКА): проект 1125 (Приказ наркома ВМФ от 19 сентября 1944);

- М-8-36 (с 6.08.1941) — установка на шасси грузовика ГАЗ-ААА (ок. 50 шт), на шасси грузовика ЗИС-6 (до 15 ноября 1941 года, Постановление ГКО № 907сс от 17 ноября 1941), на шасси Bedford MW (Великобритания), на шасси Chevrolet G 7107/G7117 (США), на шасси Ford-Marmon-Неrrington HH6-COE4 (США), на шасси Studebaker US6 U-3/U-7 (США);
- М-8-72 (с 1945 года) — установка из трёх пакетов направляющих установки М-8-24 на шасси Studebaker US6 (США)[1].

## Где можно увидеть
- Россия
  - Военно-исторический музей артиллерии, инженерных войск и войск связи, Санкт-Петербург[7] — пусковая установка на шасси, имитирующем ЗИС-6[8][9]
  - Музейный комплекс УГМК в г. Верхняя Пышма Свердловской области[10] — реплика на шасси Шевроле Г7117 и пусковая установка на шасси, имитирующем ЗИС-6
  - Музей «Моторы войны», Москва — пусковая установка М-8-36 на шасси ЗИС-6[11]
  - Центральный музей Вооружённых сил — горно-вьючная установка М-8-8 (примерный макет, изготовленный в НИИ-4 в 1975 г. по воспоминаниям Х. Я. Суляева)[12]
  - Центральный музей Тавриды — единственная сохранившаяся оригинальная горно-вьючная установка М-8-8[12]
  - Музей истории города-курорта Сочи — масштабный макет горно-вьючной установки М-8-8 (изготовлен пионерами в 1975 г. по воспоминания К. К. Коваля)[12]
  - УВД г. Сочи (зал военно-патриотической работы) — точный макет горно-вьючной установки М-8-8 (изготовлен по восстановленным чертежам в 2024 г.)[12]